# Elymus vulpinus
Elymus vulpinus är en gräsart som beskrevs av Per Axel Rydberg. Elymus vulpinus ingår i släktet elmar, och familjen gräs. Inga underarter finns listade i Catalogue of Life.